# Pawłowo (Brzyskorzystew)
Pawłowo – część wsi Brzyskorzystew w Polsce, położona w województwie kujawsko-pomorskim, w powiecie żnińskim, w gminie Żnin.
W latach 1975–1998 Pawłowo administracyjnie należało do województwa bydgoskiego.